# Agnosie
Agnosie (afgeleid van het Grieks ἀγνωσία agnōsia = onwetendheid of zonder kennis) is het verlies van het vermogen om personen, voorwerpen, geluiden, geur et cetera te herkennen, terwijl de zintuiglijke waarneming grotendeels wel intact is en er geen sprake is van significant geheugenverlies over de betreffende waarneming. De oorzaak is  prelinguale doofheid, hersenletsel, een psychische aandoening of een neurologische aandoening, bijvoorbeeld de ziekte van Alzheimer.

## Algemeen
De meest voorkomende vormen zijn visuele en auditieve agnosie, maar de aandoening kan ook bij de andere zintuigen voorkomen. Iemand kan bijvoorbeeld een rinkelende telefoon horen, maar het signaal niet als verzoek tot communicatie herkennen. Anderzijds kan hij wel reageren op een telefoonsignaal, maar de telefoon niet herkennen als het toestel dat hij daarvoor moet gebruiken. Als iemand bijvoorbeeld een kop hete thee krijgt aangeboden en deze niet als heet herkent, kan hij zich pijn doen of brandwonden oplopen. In het boek De man die zijn vrouw voor een hoed hield beschrijft de Amerikaanse neuroloog Oliver Sacks een aantal gevallen van agnosie. Iemand die aan agnosie lijdt, kan hulpbehoevend zijn.

## Subvormen van agnosie
Er bestaan verschillende specifieke vormen van agnosie, zoals problemen met het herkennen van kleuren, vormen, teksten, muziek of bepaalde voorwerpen. In tegenstelling tot wat vroeger gedacht werd, is er soms ook sprake van stoornissen in de visuele waarneming.
- Apperceptieve agnosie gaat gepaard met problemen in het zien, zoals het samenvoegen van delen waaruit een figuur is opgebouwd tot een geheel. De meer basale visuele functies zoals zien van kleur, beweging, scherpte e.d. zijn echter intact. Patiënten hebben vaak moeite met het herkennen of natekenen van simpele objecten als sleutels, cijfers, vierkanten en cirkels. Apperceptieve agnosie lijkt vooral bepaald door beschadigingen in de visuele schors (het gebied voor het zien).
- Bij associatieve agnosie lijkt daarentegen de herkenning van simpele objecten intact, maar kan men hiervan niet een mentale voorstelling vormen, zoals uit het hoofd een cirkel of huis tekenen. Ook kunnen er problemen zijn met het herkennen van incomplete of vervormde figuren, of verwart men objecten die qua vorm op elkaar lijken, zoals een roeispaan en een slaghout. Associatieve agnosie hangt samen met beschadigingen op de grens van de visuele schors en de slaapkwab.
- Prosopagnosie is het onvermogen gezichten van bekenden te herkennen. Dit probleem berust op een beschadiging in de gyrus fusiformis van de hersenen. Het omgekeerde geval is dat iemand een bekend persoon wel herkent, maar het gevoel mist van de vertrouwdheid of bekendheid. Men denkt dan bijvoorbeeld dat iemand is vervangen door een dubbelganger (zie ook syndroom van Capgras}.
- Vormagnosie is het onvermogen om randen van vormen te groeperen. Dit wordt veroorzaakt door dorsale schade
- bij Objectagnosie kan men geen objecten meer waarnemen, maar wel nog gezichten.
- Somato-Agnosie het niet meer herkennen van eigen delen van het lichaam. iemand herkent bijvoorbeeld de eigen hand niet meer of het eigen verlamde been en wil dit uit bed gooien.